# Manado
Manado é uma cidade da Indonésia. Capital da província de Celebes do Norte, Manado possui 600.000 habitantes (2005) e 157,26 km² de área. A cidade é localizada na Baía de Manado, e cercada por uma área montanhosa. O principal grupo étnico é o Minahasa.
Uma fortaleza foi fundada pela Companhia Holandesa das Índias Orientais em 1658 no local. A cidade permaneceu sob domínio holandês até ser invadida por forças japonesas. Com a derrota do Eixo, a cidade passou para o controle indonésio. Manado foi bombardeada em 1958 pelo governo Sukarno graças à atuação de grupos rebeldes, que lucravam com a exportação ilegal da copra.

A cidade é o centro turístico da província. O turismo, principal atividade econômica, dispõe de boa infra-estrutura. O Aeroporto Internacional Sam Ratulangi atende à cidade. 

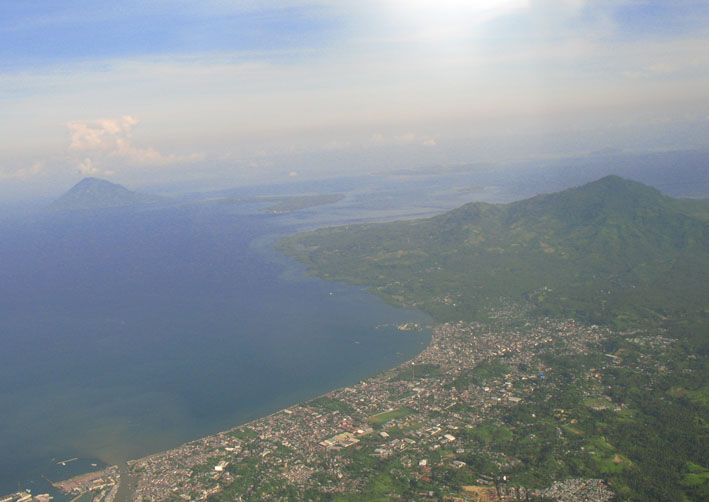
Vista aérea de Manado.